# Hugo von Rauchhaupt
Wilhelm Udo Ludwig Hugo von Rauchhaupt (* 28. Oktober 1824 in Berlin; † 18. November 1896 ebenda) war ein preußischer Generalleutnant.

## Leben

### Herkunft
Hugo war ein Sohn des preußischen Oberst Ludwig von Rauchhaupt (1796–1854) und dessen Ehefrau Albertine, geborene von Alvensleben (1802–1895). Sein jüngerer Bruder Hermann (1838–1891) war ebenfalls preußischer Offizier und stieg bis zum Generalmajor auf.

### Militärkarriere
Rauchhaupt besuchte die Kadettenhäuser in Potsdam und Berlin. Anschließend wurde er am 9. August 1842 als Portepeefähnrich dem Kaiser Alexander Grenadier-Regiment der Preußischen Armee überwiesen und avancierte bis Mitte Dezember 1842 zum Sekondeleutnant. 1848 nahm er an der Niederschlagung des Barrikadenaufstandes sowie während des Feldzuges gegen Dänemark am Gefecht bei Schleswig teil. Von Januar bis Juli 1851 war Rauchhaupt Bataillonsadjutant, stieg ein Jahr später zum Premierleutnant auf und war dann von Mai 1855 bis Mitte Januar 1857 als Hilfslehrer zur Gewehrfabrik in Potsdam kommandiert. Nach seiner Beförderung zum Hauptmann wurde er anschließend als Kompanieführer zur Schulabteilung kommandiert. Daran schloss sich am 12. April 1859 seine Ernennung zum Kompaniechef an. Nach einem kurzzeitigen Kommando als Kompanieführer beim III. Bataillon im 2. Garde-Landwehr-Regiment stieg Rauchhaupt am 14. Juli 1864 zum Major und etatsmäßigen Stabsoffizier auf. In dieser Stellung war er ab Anfang Dezember 1864 auch Garnisonrepräsentant von Berlin und im Juni 1865 zur Übung des I. Bataillons im 1. Garde-Grenadier-Landwehr-Regiment kommandiert. Am 27. August 1865 erfolgte seine Ernennung zum Kommandeur des Füsilier-Bataillons, dass Rauchhaupt ein Jahr später während des Krieges gegen Österreich in den Schlachten bei Trautenau und Königgrätz sowie bei der Einschließung von Josefstadt führte. Für sein Verhalten wurde er mit dem Kronenorden III. Klasse mit Schwertern ausgezeichnet.
Ende März 1868 stieg Rauchhaupt zum Oberstleutnant auf und wurde am 18. Juli 1870 anlässlich des Krieges gegen Frankreich für die Dauer der Mobilmachung zunächst Kommandeur des 1. Garde-Grenadier-Landwehr-Regiments. Für die weitere Dauer des mobilen Verhältnissen übernahm er am 2. September 1870 das Kommando über das 3. Magdeburgischen Infanterie-Regiments Nr. 66. In dieser Eigenschaft war er an den Belagerungen von Straßburg und Paris sowie dem Gefecht bei Epinay beteiligt. Ausgezeichnet mit dem Eisernen Kreuz II. Klasse wurde Rauchhaupt am Tag der Kaiserproklamation zum Oberst befördert.
Nach dem Vorfrieden von Versailles erfolgte am 29. März 1871 seine Ernennung zu Regimentskommandeur. Unter Stellung à la suite seines Regiments wurde Rauchhaupt am 15. Oktober 1874 zunächst mit der Führung der 29. Infanterie-Brigade in Köln beauftragt und am 18. Januar 1875 mit der Beförderung zum Generalmajor zum Brigadekommandeur ernannt. Als solcher erhielt er Mitte September 1877 den Roten Adlerorden II. Klasse mit Eichenlaub. Unter Verleihung des Charakters als Generalleutnant wurde Rauchhaupt am 13. März 1879 mit der gesetzlichen Pension zur Disposition gestellt.
Er verstarb unverheiratet und wurde am 21. November 1896 auf dem Berliner Invalidenfriedhof beigesetzt.